# 公吉乡
公吉乡，是中华人民共和国吉林省吉林市桦甸市下辖的一个乡镇级行政单位。

## 行政区划
公吉乡下辖以下地区：
刘家店村、联合村、船底山村、下甸子村、新立村、五道沟村、小勃吉村、西河沿村、柳树河子村、公郎头村、五间村、丰桦村、永胜村、九星村、怀南村、王家店村、大肚川村、新安村、杨树村和碱厂村。